# Нью-Маркет (Алабама)
Нью-Маркет (англ. New Market) — переписна місцевість (CDP) в США, в окрузі Медісон штату Алабама. Населення — 1543 особи (2020).

## Географія
Нью-Маркет розташований за координатами 34°53′32″ пн. ш. 86°25′33″ зх. д. / 34.89222° пн. ш. 86.42583° зх. д. (34.892335, -86.425818).  За даними Бюро перепису населення США в 2010 році переписна місцевість мала площу 45,48 км², з яких 45,40 км² — суходіл та 0,08 км² — водойми.

## Демографія
Згідно з переписом 2010 року, у переписній місцевості мешкало 1597 осіб у 632 домогосподарствах у складі 454 родин. Густота населення становила 35 осіб/км².  Було 714 помешкання (16/км²).
Расовий склад населення:
| - 88,5 % — білих - 6,7 % — чорних або афроамериканців - 1,4 % — корінних американців - 0,2 % — азіатів - 0,1 % — вихідців з тихоокеанських островів - 1,9 % — осіб інших рас |

До двох чи більше рас належало 1,3 %. Частка іспаномовних становила 4,4 % від усіх жителів.
За віковим діапазоном населення розподілялося таким чином: 22,9 % — особи молодші 18 років, 64,8 % — особи у віці 18—64 років, 12,3 % — особи у віці 65 років та старші. Медіана віку мешканця становила 41,1 року. На 100 осіб жіночої статі у переписній місцевості припадало 101,9 чоловіків;  на 100 жінок у віці від 18 років та старших — 102,3 чоловіків також старших 18 років.
Середній дохід на одне домашнє господарство  становив 66 740 доларів США (медіана — 59 653), а середній дохід на одну сім'ю — 76 993 долари (медіана — 61 961). 
Цивільне працевлаштоване населення становило 786 осіб. Основні галузі зайнятості: освіта, охорона здоров'я та соціальна допомога — 22,6 %, науковці, спеціалісти, менеджери — 19,2 %, публічна адміністрація — 13,6 %, роздрібна торгівля — 11,8 %.